# Thomas Darracq
Pour les articles homonymes, voir Darracq (homonymie).
Pas d'image ? Cliquez ici

a Compétitions nationales et continentales officielles uniquement.

Dernière mise à jour le 4 septembre 2022.
Thomas Darracq est un joueur et entraineur de rugby à XV français. Il est sélectionneur de l'équipe de France féminine de rugby à XV de mai à décembre 2022.

## Biographie
Il débute le rugby à Hagetmau sous la férule de son père Serge, professeur d'éducation physique et sportive au collège et ancien entraîneur du Sport athlétique hagetmautien. Après les cadets au SAH, il passe par Mont-de-Marsan où avait évolué son père et son grand-père, avant de rejoindre, études universitaires obligent, Mérignac puis Bègles. Il quitte Bordeaux avec un DESS d'ingénierie de l'entraînement pour une première expérience d'entraîneur à Pays Médoc où il propulse le club d'Honneur en Fédérale 1.
Il devient ensuite conseiller technique en Périgord Agenais, où il s’investit au niveau des jeunes du SU Agen, avec plusieurs titres nationaux à la clef.
En 2009, il est nommé préparateur physique de l'équipe de France A de rugby à XV pour une tournée en Roumanie.
De 2010 à 2014, il est responsable de la préparation physique, du jeu au pied et des skills auprès de l'équipe de France féminine de rugby à XV.
De 2014 à 2017, il est directeur du centre de formation de l'Aviron bayonnais.
En 2017, il réintègre la Fédération française de rugby et prend en charge l'équipe de France développement de rugby à sept. De 2018 à 2020, il est responsable du pôle France féminin et manager de l'équipe de France féminine des moins de 20 ans.
En juillet 2021, Thomas Darracq rejoint les entraîneurs en place de l'équipe de France féminine de rugby à XV, Samuel Cherouk et Stéphane Eymard, en tant que nouveau responsable sportif de l'équipe. Il travaille aux côtés de la manageuse Annick Hayraud.
Après la deuxième place lors du Tournoi des Six Nations féminin 2022 et quelques mois avant la Coupe du monde, Thomas Darracq est nommé sélectionneur et entraîneur principal de l'équipe. Il est le patron de l'encadrement de l'équipe et est épaulé par Annick Hayraud, manager, Gaëlle Mignot, pour la mêlée et des attitudes au contact, et David Ortiz, pour la touche et la défense. Il mène l'équipe à la troisième place lors de la Coupe du monde en Nouvelle-Zélande. Il quitte son poste un mois plus tard, en décembre 2022, et prend des fonctions au sein de la direction technique nationale dans le cadre du haut niveau et du projet de performance fédéral.

## Palmarès

### Entraîneur
| Année | Sélection            | Tournoi     | Poste         | Classement World Rugby à la fin de l'année | Tournoi | Coupe du monde |
| ----- | -------------------- | ----------- | ------------- | ------------------------------------------ | ------- | -------------- |
| 2022  | XV de France féminin | Six Nations | Sélectionneur | 3e                                         | 2e      | 3e             |